# Gustalin
Gustalin est un roman de Marcel Aymé paru en 1938. L'action se déroule dans sa région natale, entre Dole et Besançon, dans une région où se confrontent, d'une part, les paysans de la plaine (lourdauds, intéressés) et, d'autre part, les habitants des bois (mystérieux, accusés de cérémonie cabalistique, etc.). Le couple Marthe-Hyacinthe Jouquier est donc dès le début inconciliable : Marthe appartient aux bois, Hyacinthe à la plaine. S'ajoute à cette confrontation celle de vieux Parisiens avec le monde rural. L'observation est juste mais cruelle.

## Résumé
À Chesnevailles, dans le Jura, Sylvestre Harmelin dit Gustalin est saisi d'une passion pour la mécanique, bien que son métier soit celui de fermier et que sa femme fasse toute la besogne. Il a l'ambition de quitter la terre et de devenir un riche garagiste.
Cela lui attire le mépris et les sarcasmes de son épouse, la Flavie, qui, elle, se lève à l'aube pour travailler dans les champs. La besogne l'épuise, elle est aigrie, surtout parce que Gustalin n'arrive à rien dans son coin de campagne où il ne passe aucune auto et où le « garagiste » est obligé de réparer des bicyclettes.
Flavie aime la terre, tout comme le meilleur ami de Gustalin, Hyacinthe, qui a gâché de brillantes études offertes par son oncle Jouquier pour revenir à la ferme. Marthe, la femme de Hyacinthe Jouquier, lui reproche cruellement ce qu'elle considère comme une trahison. Elle compte sur l'arrivée de l'oncle Jouquier, vieil universitaire hargneux, et de sa femme la très parisienne tante Sarah, pour enfin décider Hyacinthe à reprendre ses études. Marthe, issue des bois (les scieurs de long) n'est pas de la même ethnie que Hyacinthe. Ceux des bois n'ont rien en commun avec ceux de la plaine. Ils rêvent, inventent des contes. Le rêve de Marthe est de partir en ville pour vivre bourgeoisement.
Tout d'abord épaulée par tante Sarah qui s'extasie sur tout dans ce coin de campagne, un peu comme si elle visitait une réserve d'indiens, Marthe est vite déçue par l'attitude de la tante qui l'abandonne pour aller boire du thé à la terrasse du seul bistrot du pays. Cette manie de sa femme gêne affreusement l'oncle Jouquier, revenu au pays pour choisir son coin de cimetière « où il y a de la vue », et très vite, le drame va éclater. Tante Sarah ne se rend pas compte qu'on ne parle pas ici comme à Paris, et lorsqu'elle prétend avoir été touchée par les petits culs roses des angelots de l'église, l'oncle explose. Leurs scènes et leurs élucubrations de Parisiens sont d'ailleurs la partie la plus drôle du roman qui se termine pourtant par un drame, un drame qui couvait depuis des années et que les vieux parents vont déclencher.

## Le parler franc-comtois
Marcel Aymé n'a pas cherché à faire « couleur locale ». Il a tout simplement décrit ce qu'il connaissait depuis son enfance et mis en scène ses personnages avec leur propre langage : le parler franc-comtois.
Lorsque Marthe est partie avec Sylvestre Harmelin (Gustalin), Hyacinthe rentre à la ferme et trouve la maison vide. Il doit donc faire lui-même le travail de sa femme.

« Il ferma le poulailler et pensa tout à coup qu'il fallait traire les vaches et porter le lait à la fruitière, Marthe avait tout préparé à l'écurie. À côté du trépied de bois, il trouva la seillère, la bouille, »

« Comme tante Sarah arrivait, Marthe ôta son devantier, »

En revenant des bois où habite sa tante Talentine, Marthe se signe en voyant trois pies et récite une comptine pour conjurer le sort 

« Trois aigasses. Malaigasse. Passe,passe, passe. »

« On constate aussi qu'à ces termes francs-comtois se mêlent des expressions d'ancien français connu dans d'autres régions. En effet, la langue du Comté comprend une foule de mots et d'expressions différentes parfois d'une région à une autre, mais généralement compréhensibles dans les trois départements (25 Doubs, 39 Jura, 70 Haute-Saône). Leur origine est très diverse et on trouve pêle-mêle des mots d'ancien français ou d'argot aussi bien que des vocables tirés de l'allemand ou du latin . Ainsi dans Gustalin, Marthe reproche au chien Museau de faire des arias. Et Hyacinthe déclare qu'il connaît bien la maison de la Frisée qui était située entre deux foyards. »